# 해외여행
해외여행(海外旅行) 또는 국외여행(國外旅行)은 외국을 목적지로하는 여행을 말한다. 국내여행의 반대되는 개념이다. 장기 여행을 취하는 여행자들은 주로 자국보다 멀리 떨어진 나라로 여행하는 경우가 많으며, 단기 여행을 하는 사람들은 가까운 나라를 여행한다. 나라와 시기에 따라 다르지만, 패키지 투어는 국내 여행보다 싼 비용으로 끝나는 일도 있다
또한 자신의 나라와 주변국의 관계나 경제 상황, 질병 발생, 천재지변 등이 해외여행의 영향을 끼치기도 한다. 예를 들면, 반국가 시위, 테러. SARS, 신종 인플루엔자, 코로나바이러스감염증, AIDS, 콜레라, 페스트 등이 발생하면 그 영향으로 관광 여행객 수가 오히려 줄어드는 경우도 있다.

해외여행의 가이드를 제공하는 사이트를 참고하시기 바랍니다.
https://gomtrip.co.kr